# Kamienica przy ulicy Urzędniczej 36 w Krakowie
Kamienica przy ulicy Urzędniczej 36 – zabytkowa kamienica znajdująca się w Krakowie, w dzielnicy V przy ulicy Urzędniczej, na Krowodrzy.
Kamienica została wzniesiona w latach 1928–1934 według projektu architekta Leona Fenigera.
Budynek został wpisany do gminnej ewidencji zabytków.